# Siège de Vellexon (1409-1410)
Guerre civile entre Armagnacs et Bourguignons
Batailles
Le siège de Vellexon (22 septembre 1409 – 22 janvier 1410) est un épisode des conflits internes au duché de Bourgogne, lié à la Guerre civile entre Armagnacs et Bourguignons. Les forces bourguignonnes, dirigées par Jean III de Vergy, maréchal de Bourgogne, et Jacques de Courtiambles, assiègent le château de Vellexon, tenu par une garnison du comte de Blâmont sous le commandement de Huguenin de Darney. Après quatre mois de siège, marqué par l’emploi de bombardes et d’une mine, le château capitule et est démoli.

## Contexte
En 1409, le duché de Bourgogne, sous Jean sans Peur, est en proie à des tensions internes et à la Guerre civile entre Armagnacs et Bourguignons. Le château de Vellexon, situé sur un promontoire rocheux dominant la vallée de la Romaine en Haute-Saône, est un point stratégique aux portes du duché. Propriété disputée, il est revendiqué par Guillaume de Vienne, vassal du duc, mais occupé par Thibaud de Blâmont, qui s’y est établi et y maintient une garnison sous Huguenin de Darney. En septembre 1409, Jean sans Peur, depuis Paris, ordonne le siège pour reprendre la place et punir la désobéissance de Blâmont, confirmée par un arrêt du Parlement de Dôle.

## Déroulement
Le 22 septembre 1409, les forces bourguignonnes, commandées par Jean III de Vergy et Jacques de Courtiambles, entament le siège de Vellexon. La garnison, forte de seulement 29 hommes, résiste grâce aux fortifications du château, perché sur un roc escarpé. Les assiégeants mobilisent environ 2 385 hommes, incluant huit bombardes (dont une fondue à Dijon, la « Bourgogne ») et des trébuchets fabriqués sur place.
Les bombardes, incluant celles de Dijon, Vergy, Modon, Villars, Pagny et du seigneur d’Arlay, sont déployées, mais deux explosent, ralentissant les opérations. Des fossés, manteaux (abris fortifiés) et tranchées sont construits pour protéger les assiégeants et leurs engins. 
En décembre, le héraut Neufchâtel porte des défis et négocie au nom des assiégeants. Après quatre mois, une mine creusée sous la tour principale, chargée de poudre, permet de faire une brèche, forçant la capitulation le 22 janvier 1410. La garnison est faite prisonnière, et Huguenin de Darney est exécuté à Salins en avril 1410.Le château est démoli par ordre du duc à partir du 12 février 1410, pour empêcher toute nouvelle rébellion.

## Conséquences
La victoire bourguignonne rétablit l’autorité de Jean sans Peur sur Vellexon et renforce son contrôle sur la Haute-Saône. La démolition du château élimine un point de résistance potentiel, tandis que les places voisines d’Oricourt et Verrière se rendent peu après.

## Restes
Les vestiges du château, dont un puits comblé et des bases de tours, sont encore visibles sur le promontoire rocheux, aujourd’hui occupé par un pavillon moderne.